# Erementar Gerad
Erementar Gerad (エレメンタル ジェレイド, Erementaru Jereido) é uma série de mangá escrita e ilustrada por Mayumi Azuma. A aventura é baseada na história de um grupo de cinco pessoas que vão embarcar numa jornada para o Jardim Edel, o lugar de nascimento místico chamado Edel Raids quem está descrito como "armas vivas".
A série de mangá foi adaptada para a TV, feita em versão de anime, produzido pela XEBEC, 2 histórias curtas, 2 jogos para PlayStation 2 e Gameboy Advance e 4 CDs. O anime terminou com 26 episódios, mas o mangá original está ainda sendo produzido mensalmente pela revista Monthly Comic Blade, publicado pela Mag Garden.
Primeiramente televisionado pela TV Tokyo em 5 de Abril de 2005, ambos (mangá e anime) foram licenciados pela Tokyopop e Geneon Entertainment, respectivamente para distribuição norte-americana. O anúncio foi feito depois da ADV ter anunciado que eles adquiriram os direitos para os dois um ano antes.

## Sinopse
A história de Erementar Gerad é passada no mundo de Guardia onde são chamados Edel Raids pela co-existência com humanos. Edel Raids tem a habilidade de fundir com um humano e virar uma arma viva. A história foca na aventura de um jovem pirata chamado Coud Van Giruet, em Edel Raid chamado de Reverie Metherlance, e da organização de proteção de Edel Raid chamados Arc Aile, especialmente de 3 guardiões chamados Cisqua, Rowen, e Kuea. Reverie Metherlance está em uma jornada para a legendária ilha de ouro chamada Jardim Edel, mas ele volta que ela é uma fonte poderosa e rara de Edel Raid que tem muitos vilões tentando roubar para eles mesmos.

## Media

### Mangá
O manngá de Erementar Gerad foi primeiro distribuído pela revista de mangá shōnen/seinen japonesa Monthly Comic Blade em 28 de Fevereiro de 2002. O mangá foi escrito e ilustrado por Mayumi Azuma. No verão de 2003, A.D. Vision anunciou que eles iriam publicar o mangá para a América do Norte em uma audiência.

### Anime
A adaptação de Erementar Gerad foi primeiro ao ar no Japão pela TV Tokyo. Em 5 de Abril de 2005, foi substituída pela primeira temporada de School Rumble na TV. XEBEC produziu uma versão para televisão onde tinham 26 episódios dirigidos por Shigeru Ueda e música por Yuki Kajiura. A produção do anime foi estimada em $400,000. Desde que foi produzida antes a história original tinha acabado, uma organização oposta chamada Chaos Choir e seus membros foram criados. Existem personagens como Viro foi ajustado para se encaixar na nova história.

### Música
Tema de Abertura

- "Forever…": Eps. 01 - 26

Música por: savage genius
Tema de Encerramento: Eps. 01 - 25

- "Promise" (約束, Yakusoku?)

Música por: Michihiro Kuroda
Tema Inserido

- "everlasting song" EP. 26

Música por: FictionJunction ASUKA

### Áudio CD
3 CDs foram lançados pela Frontier Works todo 11 meses para 3 anos do início em 24 de Outubro de 2003. Apresentando diferentes vozes de atores que as do anime. 3 maxi singles de abertura e encerramento, 2 trilhas sonoras, e 1 CD de vozes de atores de anime foram lançados pela Victor Entertainment entre 21 de Abril de 2005 e 22 de Setembro de 2005.

### Videogames
3 jogos baseados em Erementar Gerad foram lançados somente no Japão durante a temporada de anime para celulares, PlayStation 2, e Gameboy Advance. Prioridade para o PS2, Taito lançou um jogo de 2D de luta para celulares em Maio de 2005. A versão para PS2 do jogo chamado Erementar Gerad: Matoe, Suifu no Ken foi lançado em 30 de Junho de 2005. Matoe, Suifu no Ken é um jogo de 3D de luta apresentando 7 personagens e 2 personagens bloqueados em 4 modalidades de jogar. Isso foi relançado em 8 de Junho de 2006 como parte da linha de frente da Taito.
O jogo para GBA chamado Elemental Gelade: Tozasareshi Uta é um RPG lançado em 7 de Julho de 2005 desenvolvido pela Júpiter e publicado pela Tomy Corporation. Jogando como Cou, Ren, Cisqua, Rowen, e Kuea, sua jornada pela cidade para lutar contra inimigos da história original e conhecendo outros novos personagens.